# Neil Cohalan
Cornelius Joseph Cohalan, detto Neil (Bronx, 31 luglio 1906 – New York, 22 gennaio 1968), è stato un allenatore di pallacanestro statunitense, attivo nella NCAA e nella BAA.